# Чертихин, Владимир Елисеевич
Влади́мир Елисее́вич Черти́хин (род. 1930) — советский и российский религиовед и философ. Доктор философских наук (1974), профессор. Один из авторов «Настольной книги атеиста», «Атеистического словаря», «Православие: Словарь атеиста» и словаря «Христианство». 

## Биография
В 1962 году в Московском институте народного хозяйства имени Г. В. Плеханова защитил диссертацию на соискание учёной степени кандидата философских наук по теме «Критика идеологии современного православия: (На материалах Русской православной церкви)».
В 1974 году в специализированном учёном совете по философским наукам Академии общественных наук при ЦК КПСС защитил диссертацию на соискание учёной степени доктора философских наук по теме «Социально-философский анализ вероучения православия» (специальность 09.00.06 — научный атеизм).
Являлся руководителем атеистического отдела Госполитиздата.
Работал заместителем главного редактора издательства «Мысль».
Профессор кафедры философии и политологии Дипломатической академии МИД России.

## Научные труды

### Монографии
- Чертихин В. Е., Ракитов А. И., Карпушин В. А. Популярные лекции по атеизму / Под общ. ред. В. А. Карпушина. — М.: Госполитиздат, 1962. — 391 с. 90000 экз.
- Чертихин В. Е., Ракитов А. И., Карпушин В. А. Популярные лекции по атеизму / Под общ. ред. В. А. Карпушина. — 2-е изд., испр. и доп. — М.: Политиздат, 1965. — 400 с.
- Чертихин В. Е. Идеология современного православия. — М.: Наука, 1965. — 136 с. (Научно-популярная серия/ Акад. наук СССР). 26000 экз.
- Современное революционное движение и национализм / Г. Ф. Руденко, Ф. И. Захаров, Ю. Н. Попов, С. И. Семёнов, В. Е. Чертихин, Ю. А. Шерковин, В. М. Юшенко; Под ред. В. В. Загладина и Ф. Д. Рыженко; Ин-т обществ. наук. — М.: Политиздат, 1973. — 320 с.
- Чертихин В. Е. У истоков религии. — М.: Политиздат, 1977. — 96 с. (Беседы о мире и человеке). 200000 экз.
- Чертихин В. Е. В поисках рая и ада. — Кишинёв: Картя молдовеняскэ, 1981. — 112 с. 200000 экз.
- Чертихин В. Е. Главы 4, 11 и 17 // Философия. Основные идеи и принципы: популярный очерк / А. И. Ракитов (рук.), В. М. Богуславский, В. Е. Чертихин, Г. И. Эзрин; под. общ. ред. А. И. Ракитова. — М.: Политиздат, 1985. — 268 с. 100000 экз.
- Чертихин В. Е. Главы 4, 11 и 17 // Философия. Основные идеи и принципы: популярный очерк / А. И. Ракитов (рук.), В. М. Богуславский, В. Е. Чертихин, Г. И. Эзрин; под. общ. ред. А. И. Ракитова. — 2-е изд., перераб. и доп. — М.: Политиздат, 1990. — 368 c. 100000 экз.
- Чертихин В. Е. Очерки по истории культуры. — М.: Бастион, 2007. — 415  с. ISBN 978-5-9901150-1-9 : 500 экз.
- Чертихин В. Е. Судьбы цивилизаций и людей: (фантастика и реальность). — М.: Перо, 2019. — 710 с. ISBN 978-5-00150-226-5

### Учебные издания
- Мезенцев В. А., Митрохин Л. Н., Чертихин В. Е., Белов А. В.[англ.] Беседы о религии и знании: Популярный учебник.  / Отв. ред. акад. АН СССР Ю. П. Францев— М.: Политиздат, 1964. — 367 с.
- Мезенцев В. А., Митрохин Л. Н., Чертихин В. Е., Белов А. В.[англ.] Беседы о религии и знании: Популярный учебник.  / Отв. ред. акад. АН СССР Ю. П. Францев— 3-е изд. — М.: Политиздат, 1965. — 351 с.
- Мезенцев В. А., Митрохин Л. Н., Чертихин В. Е., Белов А. В.[англ.] Беседы о религии и знании: Популярный учебник. / Отв. ред. акад. АН СССР Ю. П. Францев. — 4-е изд., перераб. — М.: Политиздат, 1967. — 319 с. 70000 экз.
- Чертихин В. Е. Социальная и этническая психология для дипломатов: Учебное пособие / Дипломат. акад. МИД России. Каф. философии и политологии. — М.: Дипломатическая академия МИД России, 2002. — 195 с.

### Статьи
- Чертихин В. Е. Этнический характер и исторические судьбы России // Общественные науки и современность. — 1996. — № 4.